# (1860) Barbarossa
(1860) Barbarossa és un asteroide pertanyent al cinturó d'asteroides descobert el 28 de setembre de 1973 per Paul Wild des de l'Observatori de Berna-Zimmerwald, Suïssa.
Inicialment va ser designat com a 1973 SK. Més endavant es va anomenar en honor de l'emperador alemany Frederic I Barbarroja (1122-1190).
Orbita a una distància mitjana del Sol de 2,566 ua, podent allunyar-se'n fins a 3,086 ua i acostar-s'hi fins a 2,047 ua. La seva inclinació orbital és 9,926° i l'excentricitat 0,2025. Empra a completar una òrbita al voltant del Sol 1502 dies.